# Mike LaRocco
Mike LaRocco (Michigan City, Indiana, 12 februari 1971) is een Amerikaans voormalig motorcrosser.

## Carrière
Mike LaRocco was professioneel motorcrosser van 1988 tot 2006, een record van negentien seizoenen. Hij won twee nationale outdoortitels en de wereldtitel supercross. Hij won ook eenmaal de Motorcross der Naties met de Amerikaanse ploeg. In 2002 kwam LaRocco ten val door een andere rijder tijdens een kleinschalig supercrossevenement. Hierdoor ontwrichtte hij zijn pols en scheurde hij de ligamenten van zijn been. De blessures zorgden ervoor dat hij niet kon starten aan het supercrosskampioenschap, de eerste keer in zeven jaar dat hij niet deelnam. In 2006 kondigde hij zijn afscheid aan. Ten tijde van zijn afscheid was hij 145 keer in de top vijf geëindigd. Hij wordt beschouwd als een van de beste rijders ooit. LaRocco reed tijdens zijn carrière met Kawasaki en Honda.

## Palmares
- 1992: Winnaar Motorcross der Naties
- 1993: AMA 500cc Outdoor Nationals kampioen
- 1994: AMA 250cc Outdoor Nationals kampioen
- 2000: Wereldkampioen Supercross
- 2002: AMA SX Open kampioen